# رنگ‌بر

ساختار شیمیایی بتا کاروتن. یازده پیوند دوگانه مزدوج که کروموفور این مولکول را تشکیل می‌دهند، در شکل به رنگ قرمز نشانه گذاری شده‌اند.

فام‌بَر یا رنگ‌بر یا کروموفور (به انگلیسی: Chromophore) بخشی از ملکول است که باعث بروز رنگ در آن می‌شود. رنگی دیده شدن زمانی اتفاق می‌افتد، که ماده طول موج مشخصی از نور مرئی را جذب کرده و مابقی را عبور داده یا بازتاب کند. فام‌بر در واقع ناحیه‌ای از مولکول است که در آن اختلاف تراز انرژی دو اوربیتال ملکولی در محدودهٔ انرژی طیف مرئی قرار می‌گیرد. نور در اثر برخورد به مولکول می‌تواند توسط الکترون جذب شده و باعث برانگیختگی آن از حالت پایه به حالت برانگیخته شود.
در آن دسته از ملکول‌های زیستی که وظیفهٔ تشخیص نور یا به دام انداختن آن را دارند؛ فام‌بر ناحیه‌ای از مولکول است، که در اثر برخورد نور دچار تغییر آرایش فضایی می‌شود.